# فيرينا ستيفان
فيرينا ستيفان (بالإنجليزية: Verena Stefan)‏ (3 أكتوبر 1947، برن في سويسرا - 29 نوفمبر 2017)؛ كاتِبة، مترجمة وشاعرة سويسرية. درست في جامعة برلين الحرة.

## روابط خارجية
- فيرينا ستيفان على موقع مونزينجر (الألمانية)